# Тартаковский, Борис Семёнович
Борис Семёнович Тартаковский (1912—1985) — русский советский прозаик, журналист, детский писатель.

## Биография
Родился 2 июля [19 июня] 1912 года в Киеве в мещанской еврейской семье. Двоюродный брат писателя Петра Яковлевича Межирицкого. Окончил Киевский университет. Журналист, участник Второй мировой войны, принимал участие в рейде в Словакию.
После войны работал ответственным секретарём украинской республиканской газеты «Молодь Украины». Похоронен в Киеве.
Большинство произведений Тартаковского написаны о детях и для детей, и пользовались широкой популярностью в СССР.